# ArchINFORM
ArchINFORM é uma base de dados internacional e online para arquitetura, sobretudo dos séculos XX e XXI, descrevendo-se a si própria como a "maior base de dados mundial online sobre arquitetos e edifícios", originalmente desenvolvida pela Universidade de Karlsruhe na Alemanha. Foi descrita pela biblioteca da Fundação Calouste Gulbenkian como "uma das mais úteis ferramentas de referência disponíveis na internet.
No seu repositório, contém plantas e imagens de edíficios tanto construídos como não construídos ou ainda em planeamento. A base de dados permite pesquisas e a elaboração de listas de obras por arquiteto, localização ou palavra-chave.